# Stenellipsis pictula
Stenellipsis pictula là một loài bọ cánh cứng trong họ Cerambycidae.